# Johann Matthäus Schmahl

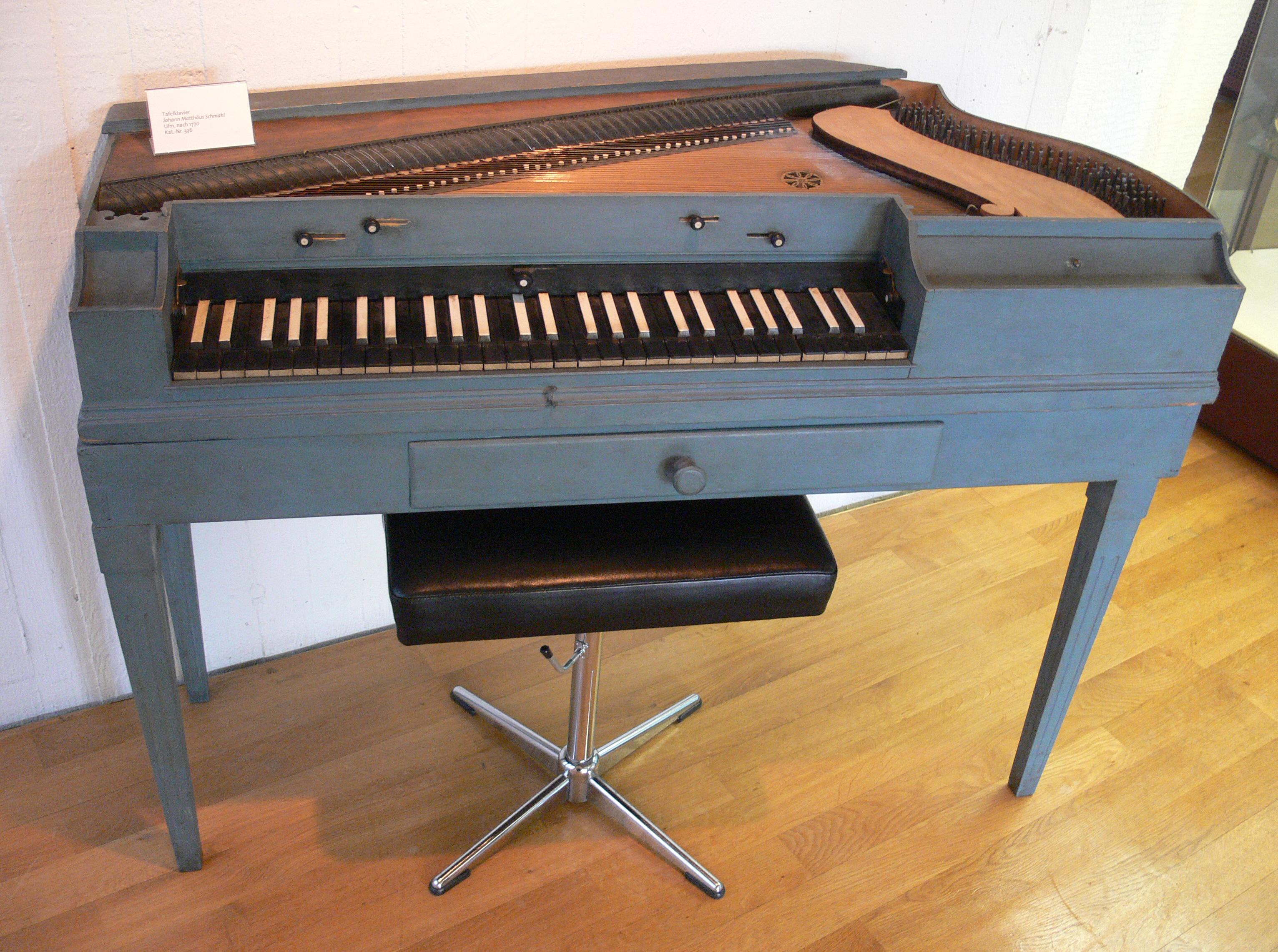
Tafelklavier von J. M. Schmahl im Musikinstrumenten-Museum Berlin

Johann Matthäus Schmahl (auch: Schmal) (* 1. Mai 1734 in Ulm; † 24. November 1793 ebenda) war ein süddeutscher Klavier- und Orgelbauer.

## Leben
Johann Matthäus Schmahl entstammte einer weit verzweigten, ursprünglich mitteldeutschen, Orgelbauerfamilie. Er kam im Jahr 1734 als ältester Sohn des Orgelbauers Georg Friedrich Schmahl in Ulm zur Welt. In der Werkstatt seines Vaters erlernte er den Beruf des Orgel- und Instrumentenbauers. Neben kleineren Instrumenten wie Geigen und Klavieren mit und ohne Pedal baute er so wie sein Vater auch neue kleinere Orgeln für verschiedene Dorfkirchen in der Umgebung von Ulm und auf der Schwäbischen Alb. An der Orgel der Dreifaltigkeitskirche in Ulm führte er grundlegende Reparaturarbeiten durch und versah sie mit neuen Registern.
Im Jahr 1779 erhielt er von einem Stifter den Auftrag, für die zum Franziskanerkloster auf dem Ulmer Münsterplatz gehörige Barfüßerkirche eine neue Orgel zu bauen, die er 1781 fertigstellte. Diese Schmahl-Orgel wurde wenige Jahrzehnte später in die Stadtkirche von Geislingen versetzt und war dort – nach einigen Umbauten und Reparaturen – noch bis 1934 in Betrieb. Seine Rokoko-Orgel in der evangelischen St.-Laurentius-Kirche in Berghülen gehört zu den wenigen noch teilweise original erhaltenen Instrumenten des 18. Jahrhunderts in der Orgellandschaft Oberschwaben.
Nach dem Tod seines Vaters übernahm Johann Matthäus Schmahl dessen Werkstatt und verlegte den Schwerpunkt seiner Arbeit auf den Bau von Klavieren und Cembali. Einige seiner zwischen 1770 und 1785 entstandenen Tafelklaviere und Hammerflügel sind im Germanischen Nationalmuseum in Nürnberg zu sehen, weitere im Museum für Musikinstrumente der Universität Leipzig, im Musikinstrumenten-Museum Berlin und im Musikinstrumentenmuseum (mim) in Brüssel. Auch Wolfgang Amadeus Mozart soll eines seiner Instrumente besessen haben.
Johann Matthäus Schmahl starb im November 1793 im Alter von 59 Jahren in Ulm.
Nach seinem Tod führte sein jüngerer Bruder Georg Friedrich Schmahl d. J. (1748–1827) die Werkstatt weiter, später dessen Sohn Christoph Friedrich Schmahl (1787–1839).
Am 27. August 1936 spielte der Musikwissenschaftler und Organist Joachim Altemark (1906–1963) im Institut für Deutsche Musikforschung in Berlin für den Deutschlandsender der Reichs-Rundfunk-Gesellschaft auf historischen Klavieren der Berliner Instrumentensammlung ein kleines auf Schellackplatten erhaltenes Programm ein, darunter auch zwei Mozartstücke auf einem Tafelklavier von Johann Matthäus Schmahl.

## Werke

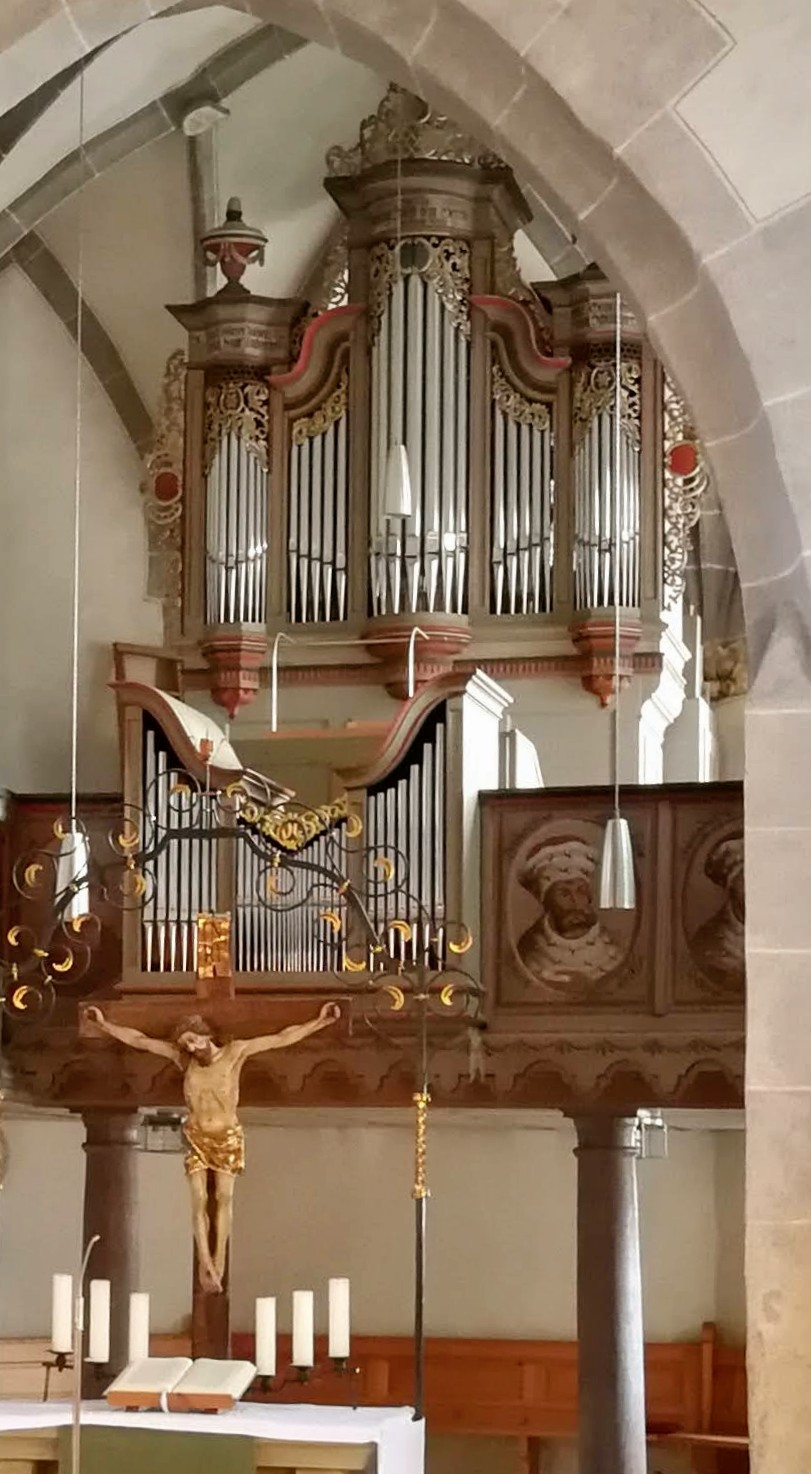
Schmahl-/Link-Orgel in Berghülen

### Orgeln (Auswahl)
- Mähringen (1775)
- Reutti, St. Margaretha (1778), Orgel mit 8 Registern[9]
- Ulm, Barfüßerkirche (1781), Orgel mit zwei Manualen und 19 Registern
- Jungingen, Orgel mit 8 Registern
- Holzkirch, Orgel mit 8 Registern
- Lonsee, Orgel mit 12 Registern
- Berghülen, evang. Kirche „Zum Hl. Laurentius“ (1784)[5]

### Instrumente in Museen (Auswahl)
- Tafelklavier (um 1770) Tafelklavier im Musikinstrumentenmuseum der Universität Leipzig
- Tafelklavier mit harfenförmigem Umriss (um 1770) Tafelklavier im Germanischen Nationalmuseum Nürnberg
- Tafelklavier (um 1785) Tafelklavier im Musikinstrumentenmuseum in Brüssel